# RISE (大友康平の曲)
「RISE」（ライズ）は、日本の歌手、大友康平の2枚目のシングルである。2008年3月26日発売。発売元はavex trax。

## 概要
- デビューシングル「HEAVEN」から11年ぶりとなるシングル。
- 初回限定盤は巻帯仕様。

## 収録曲
1. RISE
作詞：大友康平、作曲・編曲：Ryo
2. RISE acoustic edit
3. RISE instrumental
4. RISE acoustic edit instrumental

## タイアップ
- RISE：NHK教育テレビアニメ『メジャー』第4シリーズオープニングテーマ

## 参加ミュージシャン
- マーティ・フリードマン
- ビリー・シーン

## その他
- 2020年11月24日に行われた「HOUND DOG 40th Anniversary ONLINE LIVE 2020 FINAL"You get it, Beat & Spirits!!"」にて初披露された。